# Ransta, Uppsala kommun
Ransta är en by med medeltida masugn och gruva i Skuttunge socken i Uppsala kommun.
Byn omtalas första gången 1343, då jord här skänks till kung Magnus. 1391 omtalas första gången en hytta  i Ransta, C-14 dateringar av kol från hyttan visar dock att den skulle ha startats redan i slutet av 1200-talet. 1453 säljer Gustaf Ulfsson (Sparre af Hjulsta och Ängsö) jord, bland annat i Ransta till Uppsala Domkyrka. Ännu 1536 fanns hyttan kvar här. 1542 tas hyttan in av Gustav Vasa som bortskänkt av hans (påstådda) släktingar, återbördades i samband med den 1539 inledda kyrkoreduktionen. Oklart är dock om hyttdriften upphörde redan vid den här tiden, eller om den fortsatt en kort tid efter. Med utgångspunkt från en karta från 1720 har man i FMIS antagit att driften ännu pågått 1720 och skulle ha fortsatt ända fram till Överbo masugn byggdes 1732, men det finns inga andra källor som tyder på någon drift efter 1500-talet
Malmen hämtades från gruvor 500 meter norr om hyttområdet, ibland kallade Ransta gruvor, ibland Gråmurens gruvor. Härifrån tog även i början av 1600-talet malm till en hytta vid Viby bruk.
I samband med att Överbo masugn byggdes 1734 hämtades också malmen från Ransta gruvor, och i samband med detta sägs gruvan ha legat öde sedan 1600-talet.
I samband med bygget av Överbo bosatte sig en hel del av bruksfolket i Ransta, och flera nya stugor tillkommer. Idag är all bebyggelse borta - Bälinge hembygdsförening har satt upp informationsskyltar vid hyttan och den gamla byn.